# Penisola della Resurrezione
La penisola della Resurrezione (59°56′53″N 149°16′41″W) è una piccola penisola appartenente alla più grande penisola di Kenai (Alaska).

## Geografia fisica
La penisola si trova nella parte orientale della penisola di Kenai (Kenai Peninsula) e si affaccia direttamente sul golfo dell'Alaska (Gulf of Alaska) e quindi sull'oceano Pacifico del nord. La penisola è delimitata a occidente dalla baia della Resurrezione (Resurrection Bay) e a oriente dalla baia di Day Harbor. A nord è delimitata verso ovest dall'autostrada Seward (Seward Highway) e verso est dalla valle segnata dai fiumi Nord e South Forks of the Snow River e ancora più a oriente dal torrente senza nome che scorre dal ghiacciaio Ellsworth (che sfocia nella baia di Day Harbor).
La geografia della penisola è molto aspra con alti monti e ghiacciai perenni (la terra piatta è pochissima). La linea costiera è caratterizzata da profonde insenature con diverse isole e isolotti.
La metà orientale della penisola è protetta dall'area forestale denominata foresta nazionale di Chugach (Chugach National Forest). La metà occidentale è principalmente terra dello stato, ma esiste anche un terreno privato con cabine ricreative.

### Monti
I principali monti della penisola si trovano alla base della stessa (a nord) e sono situati per lo più attorno al ghiacciaio Godwin (sono tutti appartenenti al gruppo montuoso del Chugach):
| Nome del monte     | Altezza (m s.l.m.) | Coordinate             |
| ------------------ | ------------------ | ---------------------- |
| Mount Eva          | 1.341              | 60°10′03″N 149°15′59″W |
| Mount Alice        | 1.442              | 60°08′07″N 149°16′30″W |
| Tiehacker Mountain | 1.195              | 60°11′45″N 149°16′26″W |

### Ghiacciai
I principali ghiacciai sono cinque. Due si trovano a nord, gli altri più a sud (verso la punta della penisola). Il più grande è quello di Godwin:
| Nome del ghiacciaio | Quota alle coordinate indicate (m s.l.m.) | Coordinate             |
| ------------------- | ----------------------------------------- | ---------------------- |
| Bear Lake Glacier   | 984                                       | 60°10′04″N 149°15′06″W |
| Godwin Glacier      | 846                                       | 60°09′52″N 149°11′52″W |
| Prospect Glacier    | 777                                       | 60°01′44″N 149°15′21″W |
| Spoon Glacier       | 659                                       | 60°01′03″N 149°15′10″W |
| Porcupine Glacier   | 531                                       | 60°00′04″N 149°15′42″W |

### Baie e insenature
Lungo la linea di costa si incontrano le seguenti baie e insenature:
- Thumb Cove 60°00′24″N 149°18′41″W[12]
- Humpy Cove 59°58′10″N 149°17′55″W[13]
- Driftwood Bay 59°55′16″N 149°14′46″W[14]
- Killer Bay 59°57′01″N 149°13′53″W[15]
- Safety Cove 59°58′58″N 149°13′09″W[16]
- Talus Bay 59°59′55″N 149°11′57″W[17]

## Etimologia
Il nome appare per la prima volta in un documento del 1930 del USGS ed è stato dato per la vicinanza della penisola alla baia della Resurrezione.

## Accessibilità e turismo
La penisola e collegata alla cittadina di Sewad tramite la Nash Road (10 chilometri). La strada termina alla base della penisola, presso un piccolo centro portuale e industriale (60°05′18″N 149°20′52″W) e non prosegue più avanti. Il resto della penisola e disabitata e accessibile solamente via mare. Nei punti più accessibili (solo in barca) sono presenti alcune cabine di appoggio per il turismo.

## Clima
Il clima della penisola è il tipico clima costiero mite delle alte latitudini con abbondanti piogge. In luglio la temperatura media è attorno a 16 - 20 °C e in gennaio il termometro scende di poco sotto lo zero (- 9 °C).

## Alcune immagini

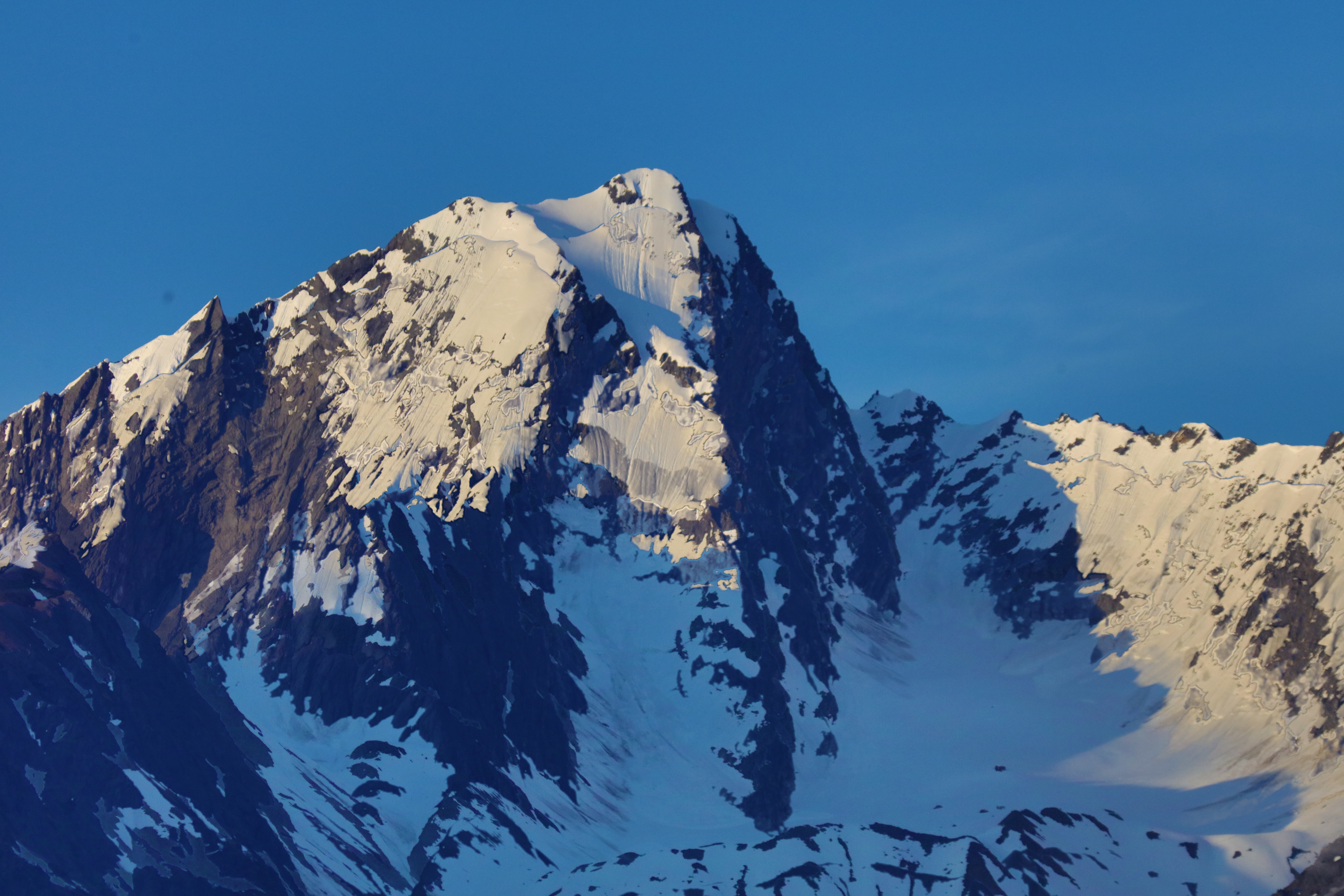
I monti della penisola visti da Seward
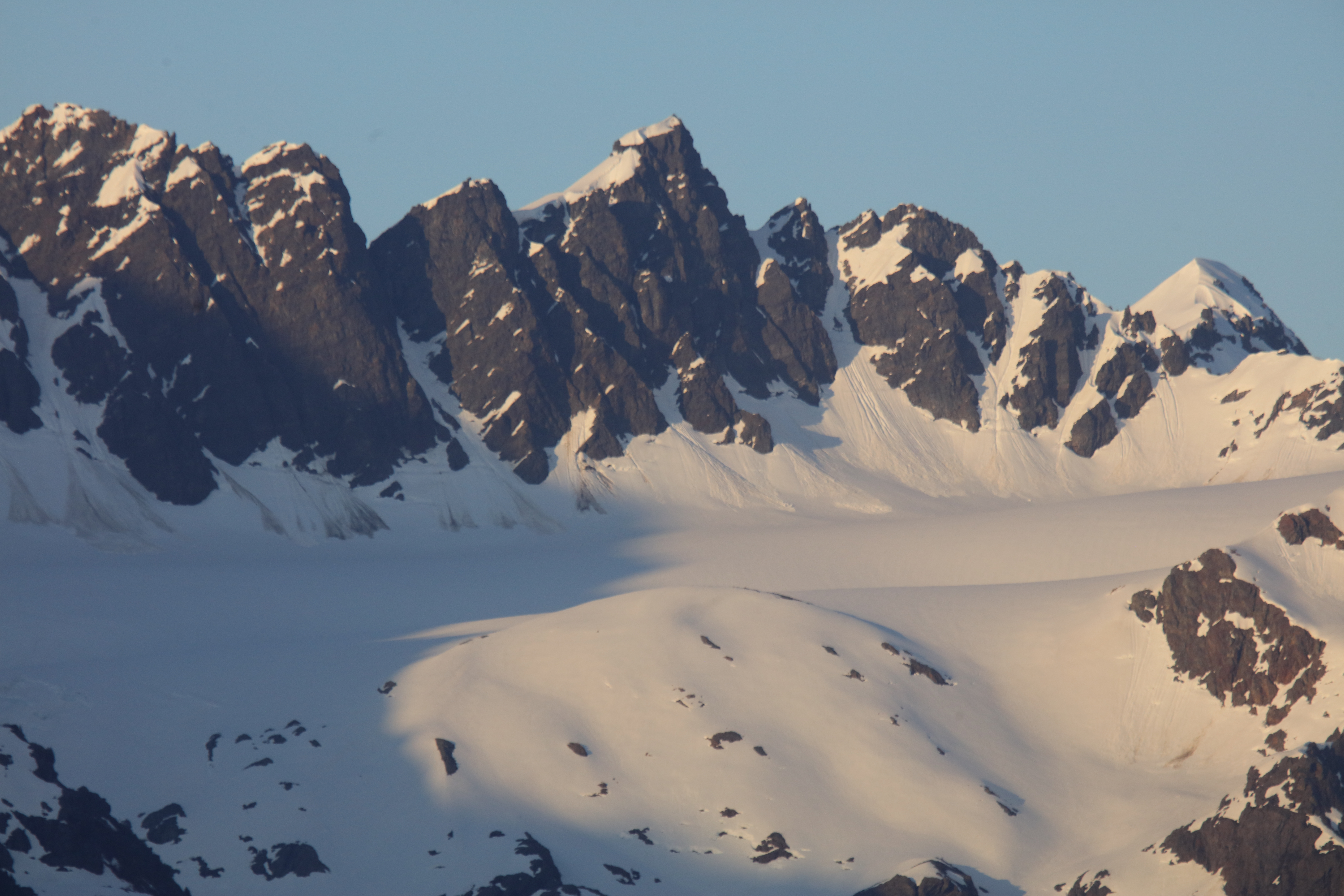
I monti della penisola visti da Seward
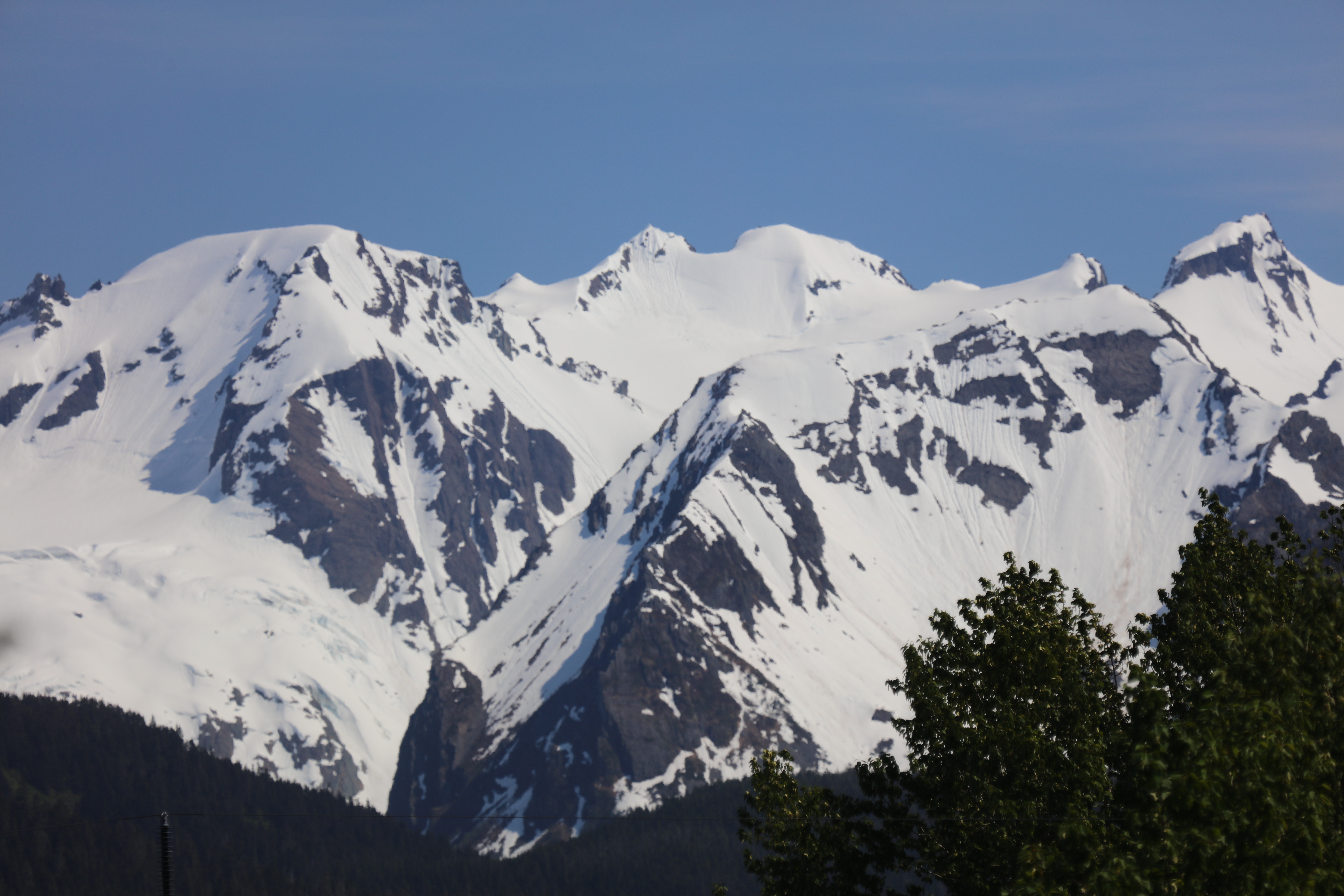
I monti della penisola visti da Seward